# Remysymphyla maura
Remysymphyla maura är en mångfotingart som beskrevs av Aubry och Francis Masson 1952. Remysymphyla maura ingår i släktet Remysymphyla, ordningen dvärgfotingar, fylumet leddjur och riket djur. Inga underarter finns listade i Catalogue of Life.